# Bo van Wetering
Bo van Wetering világbajnok és bajnokok ligája-győztes holland válogatott kézilabdázó, balszélső. Jelenleg a Győri Audi ETO KC és a holland válogatott játékosa. 2019-ben világbajnok lett a holland válogatottal.